# Karin Daan
Karin Daan (Gennep, 1944) is een Nederlands omgevingskunstenaar.

## Leven en werk
Daan is een dochter van de arts Albertus (Albert) Daan (1900-1988) en drs. Maria Johanna (Tietske) Stiemens (1906-1993). Ze bezocht de Kweekschool voor onderwijzers in Deventer (1961-1965) en vervolgde haar opleiding aan de Arnhemse kunstacademie (1965-1970). 
Daan ontwerpt pleinen en plekken in de openbare ruimte. Voorbeelden van haar werk zijn het Homomonument in Amsterdam (1980, onthuld in 1987) en de Cascade in Hoogeveen (1995). Ze werkte bij haar ontwerpen samen met kunstenaars als André Volten, Huib Fens en Jan van Munster. Samen met haar broer, de architect Gunnar Daan, diende ze in 1988 een ontwerp in voor het Museumplein in Amsterdam, dat een eervolle vermelding kreeg.
Daan was als docent verbonden aan de Koninklijke Academie in 's-Hertogenbosch (1978-2005) en de Academie van Bouwkunst in Arnhem (1985-1993) en bekleedde daarnaast diverse bestuurs- en adviesfuncties in de kunstwereld. 
In de jaren zeventig en tachtig  was Daan betrokken bij activiteiten om vrouwen in de kunst (een voornamelijk mannen gedomineerd terrein) te ondersteunen. Samen met o.a. Liesbeth Brandt Corstius, Josine de Bruyn Cops en Christa van Santen, richtte zij in 1977 de Stichting Vrouwen in de Beeldende Kunst (SVBK) op. 

## Werken
- De lange glijbaan (1976), Amsterdam
- Straattheater (1978), Alkmaar
- Homomonument (1987), Amsterdam
- Omgevingsobject (1989), Vlaardingen
- Canopus (1993), Rijnsweerd, Utrecht
- Watertafel en vlaggenmuur (1993) bij De Scheg, Deventer
- Cascade (1995), Hoogeveen
- Vliegend Betontapijt (2007), Puttershoek
- Philosophers Walk (2010), Hoofddorp
- Buurtvlonder Saendelft (2011), Zaanstad

## Fotogalerij

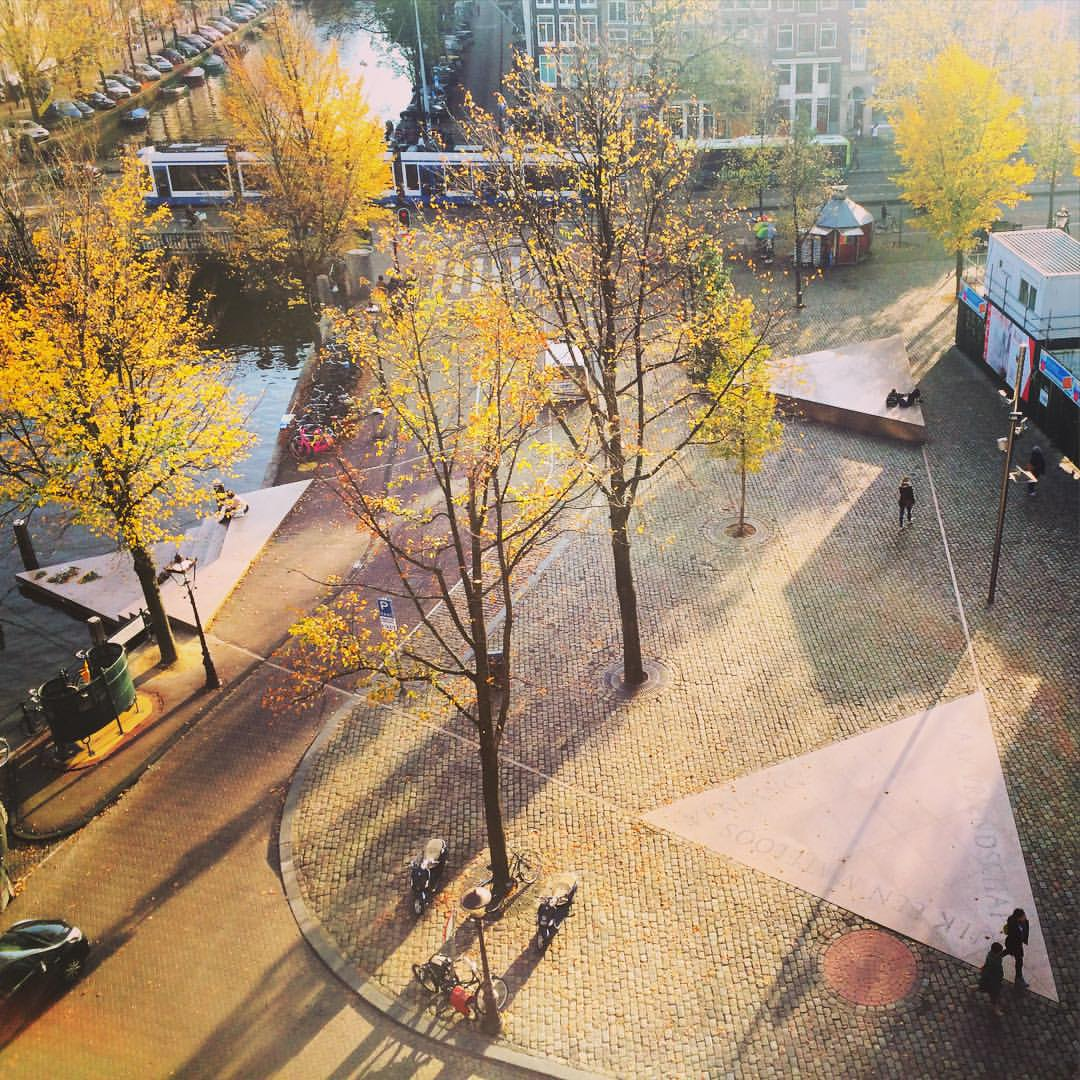
Homomonument, Amsterdam
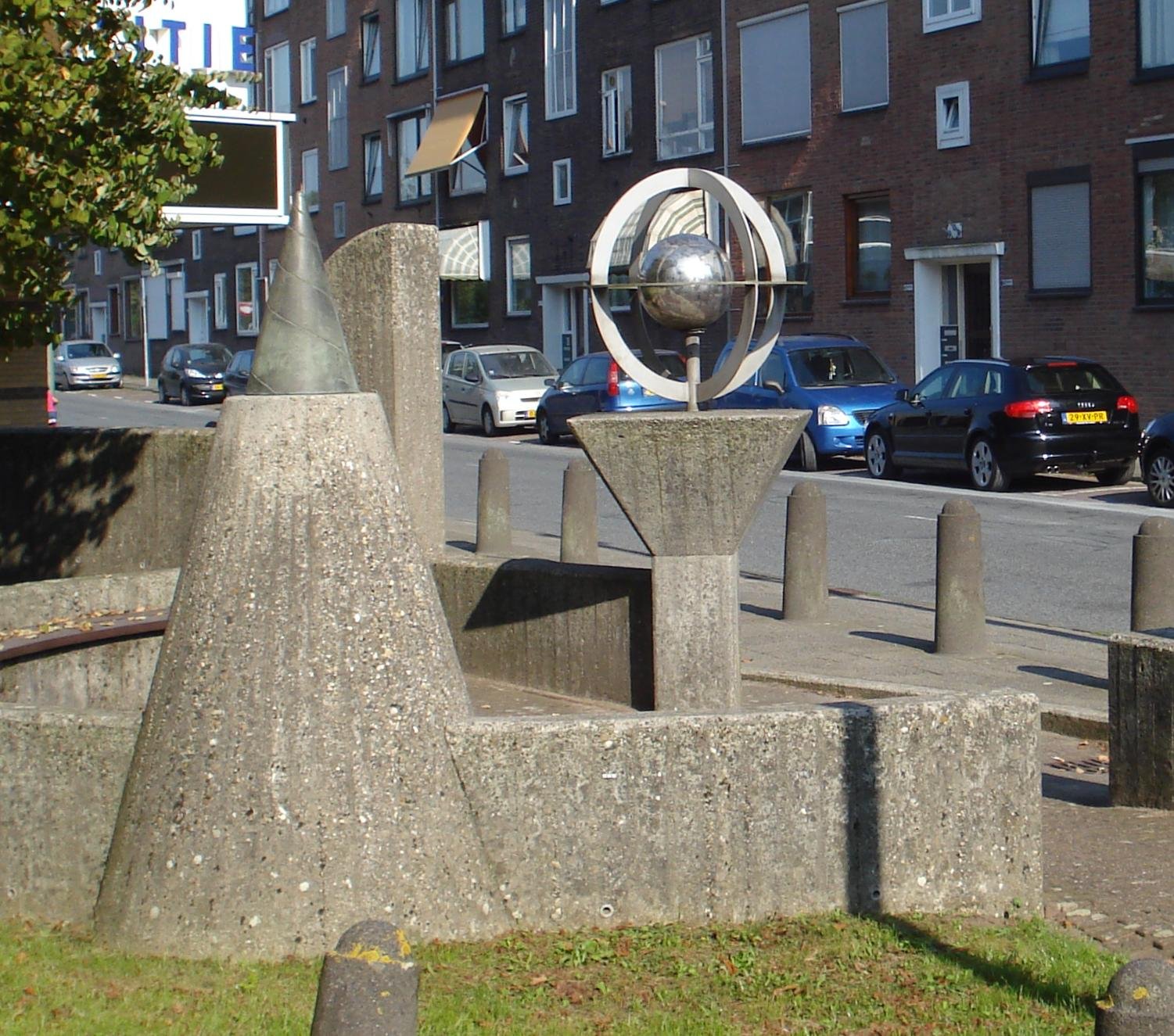
Omgevingsobject, Vlaardingen
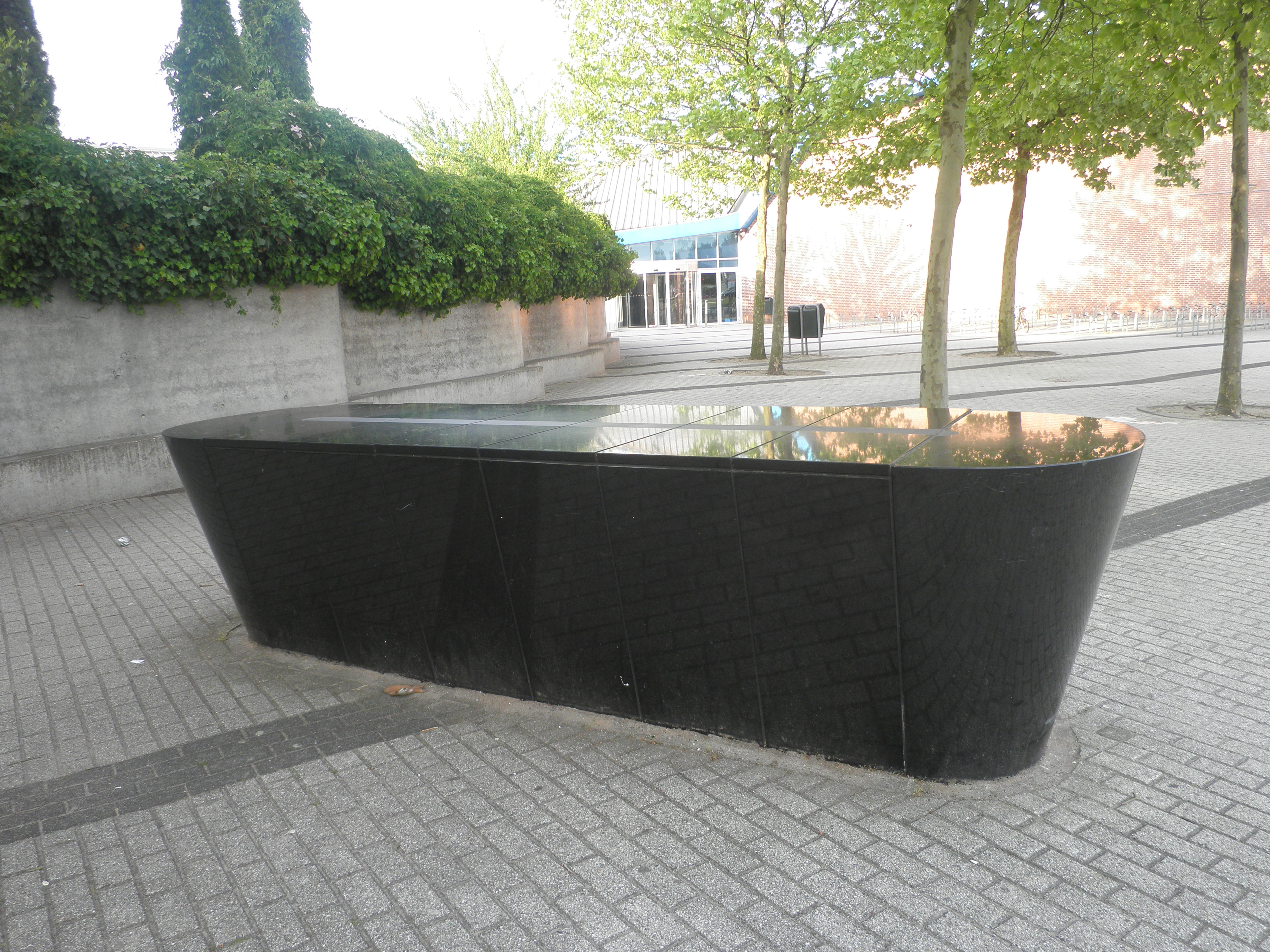
Watertafel, Deventer
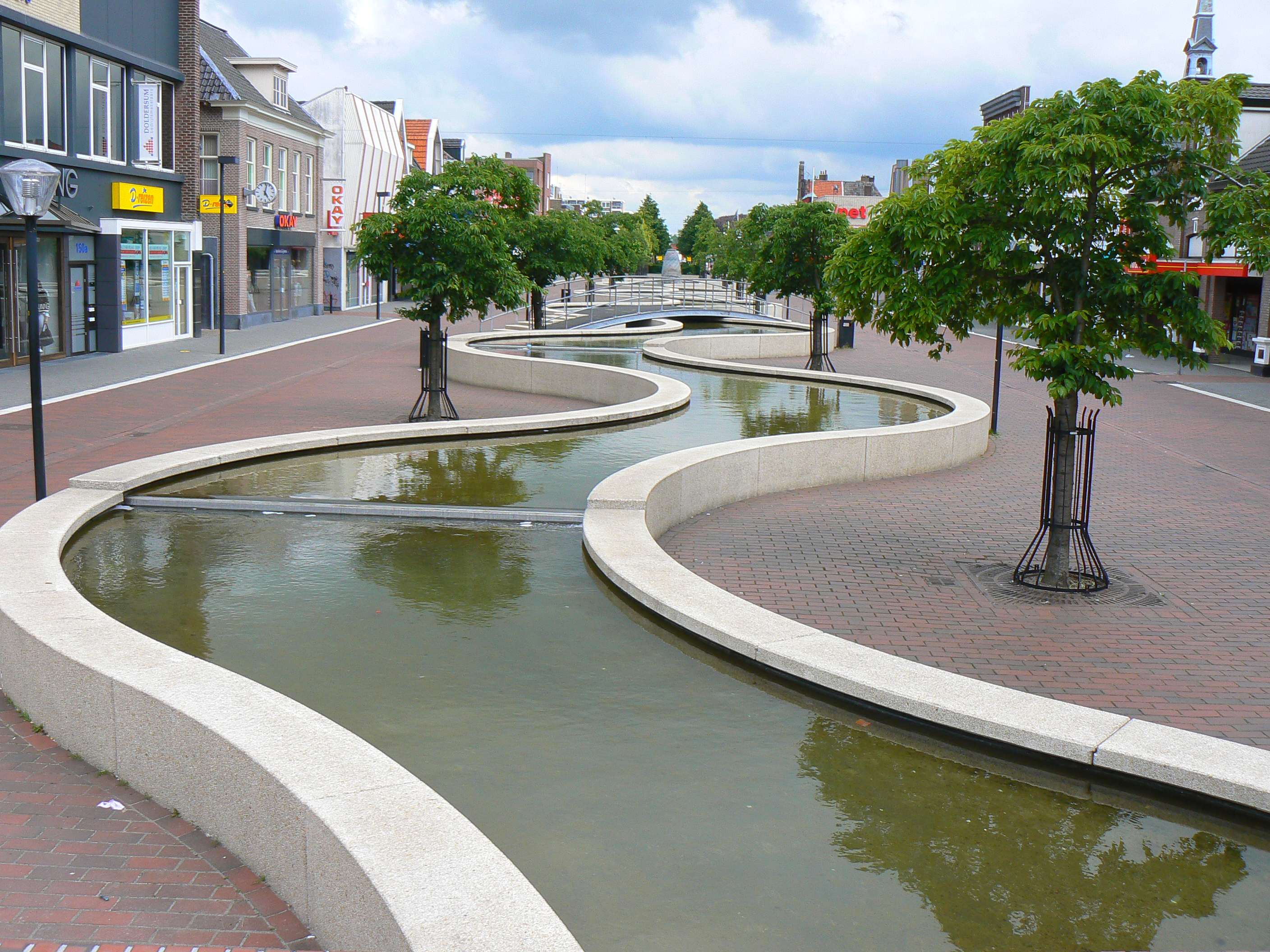
Cascade, Hoogeveen

## Familie
Karin Daan is een jongere zus van Gunnar, Niels en Serge Daan.